# بونجی کیمورا
بونجی کیمورا (انگلیسی: Bunji Kimura؛ زادهٔ ۲۷ ژوئیهٔ ۱۹۴۴) بازیکن فوتبال اهل ژاپن است.
از باشگاه‌هایی که در آن بازی کرده‌است می‌توان به باشگاه فوتبال سرزو اوساکا اشاره کرد.